# Zunftgesellschaft zu Metzgern

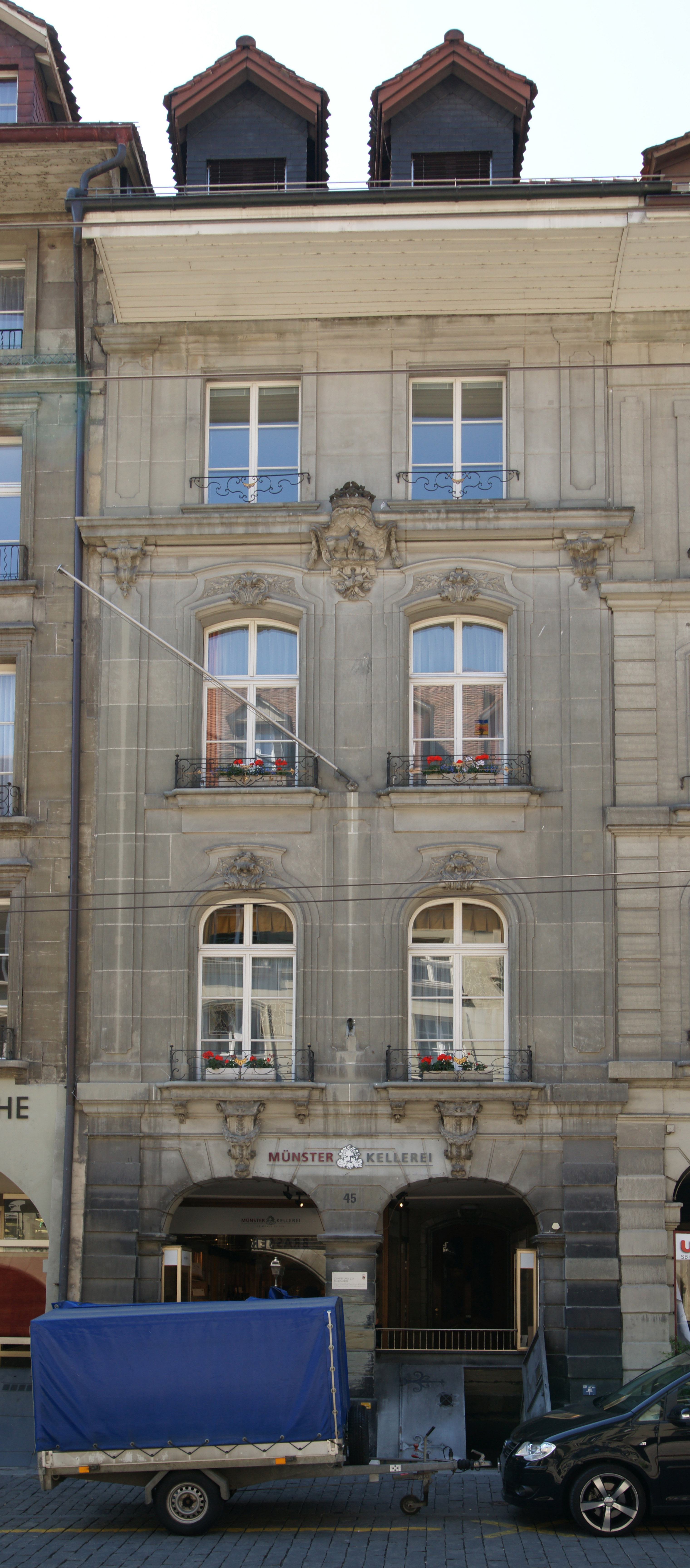
Gesellschaftshaus zu Metzgern an der Kramgasse in Bern

Die Zunftgesellschaft zu Metzgern (früher Gesellschaft zu Metzgern) ist eine der 13 Gesellschaften und Zünfte in der Stadt Bern und durch die Verfassung des Kantons Bern garantierte öffentlich-rechtliche Körperschaft. Sie ist eine burgerliche Korporation im Sinn der bernischen Gemeindegesetzgebung und untersteht der Aufsicht der kantonalen Behörden. Als Personalkörperschaft hat sie kein eigenes Territorium und ist steuerpflichtig. Sie umfasst alle Burgerinnen und Burger von Bern, die das Zunftrecht zu Metzgern besitzen. Zurzeit umfasst die Zunftgesellschaft zu Metzgern ungefähr 1200 Mitglieder.

## Geschichte
Die Zunftgesellschaft zu Metzgern erscheint in den Quellen erstmals im 14. Jahrhundert. Ab dem 15. Jahrhundert musste einer der vier Venner Berns Stubengeselle zu Metzgern sein. Die aufstrebenden Geschlechter der Vennergesellschaften Pfistern, Schmieden, Metzgern und Gerwern hatten damit ein politisches Vorrecht. Zahlreiche Familien widmeten sich zunehmend der Politik und bildeten in der Neuzeit das Patriziat.

## Personen
Nicht abschliessende Liste mit Angehörigen der Zunftgesellschaft zu Metzgern, über welche ein deutschsprachiger Wikipedia-Artikel existiert.
- Peter Kistler, Venner, Schultheiss von Bern
- Benedikt Tschachtlan, Venner, Chronist
- Georg Schöni, Gerichtschreiber und Venner
- Hans Frisching, Reisläufer
- Samuel Frisching (1605), Schultheiss von Bern
- Johann Friedrich Willading, Schultheiss von Bern
- Samuel Frisching (1638), Schultheiss von Bern
- Johann Frisching, Offizier, Diplomat und Venner
- Rudolf Emanuel Frisching, Politiker und Offizier
- Vincenz Frisching, Offizier, Politiker, Gutsbesitzer
- Samuel Rudolf Frisching, Offizier
- Franz Rudolf Frisching, Offizier, Magistrat und Industrieller
- Karl Albrecht von Frisching, Politiker
- Jeremias Gotthelf, Schriftsteller
- Albert Bitzius, Pfarrer und Regierungsrat
- Gabriel Rudolf Ludwig von Sinner (1801–1860), Philologe und Bibliothekar
- Carl Adolf Otth (1803–1839), Arzt und Naturforscher
- Alfred de Quervain, Geophysiker und Arktisforscher
- Bernhard Studer, Geologe
- Adolf von Morlot, Geologe und Prähistoriker
- Gottlieb Studer, Theologe
- Gottlieb Samuel Studer, Regierungsstatthalter und Bergsteiger
- Rudolf Otto von Büren, Stadtpräsident von Bern
- Fritz de Quervain, Mediziner
- Theophil Studer, Mediziner
- Hans Blau (1869–1939), Direktor der Eidgenössischen Steuerverwaltung und Zunftpräsident
- Bernhard Luginbühl, Bildhauer und Eisenplastiker
- Werner Martignoni, Regierungsrat und Nationalrat